# Musophaga rossae
Il turaco di Lady Ross o turaco di Ross (Musophaga rossae Gould, 1852) è un uccello africano dal piumaggio principalmente viola-bluastro appartenente alla famiglia dei turachi, i Musophagidae.

## Descrizione

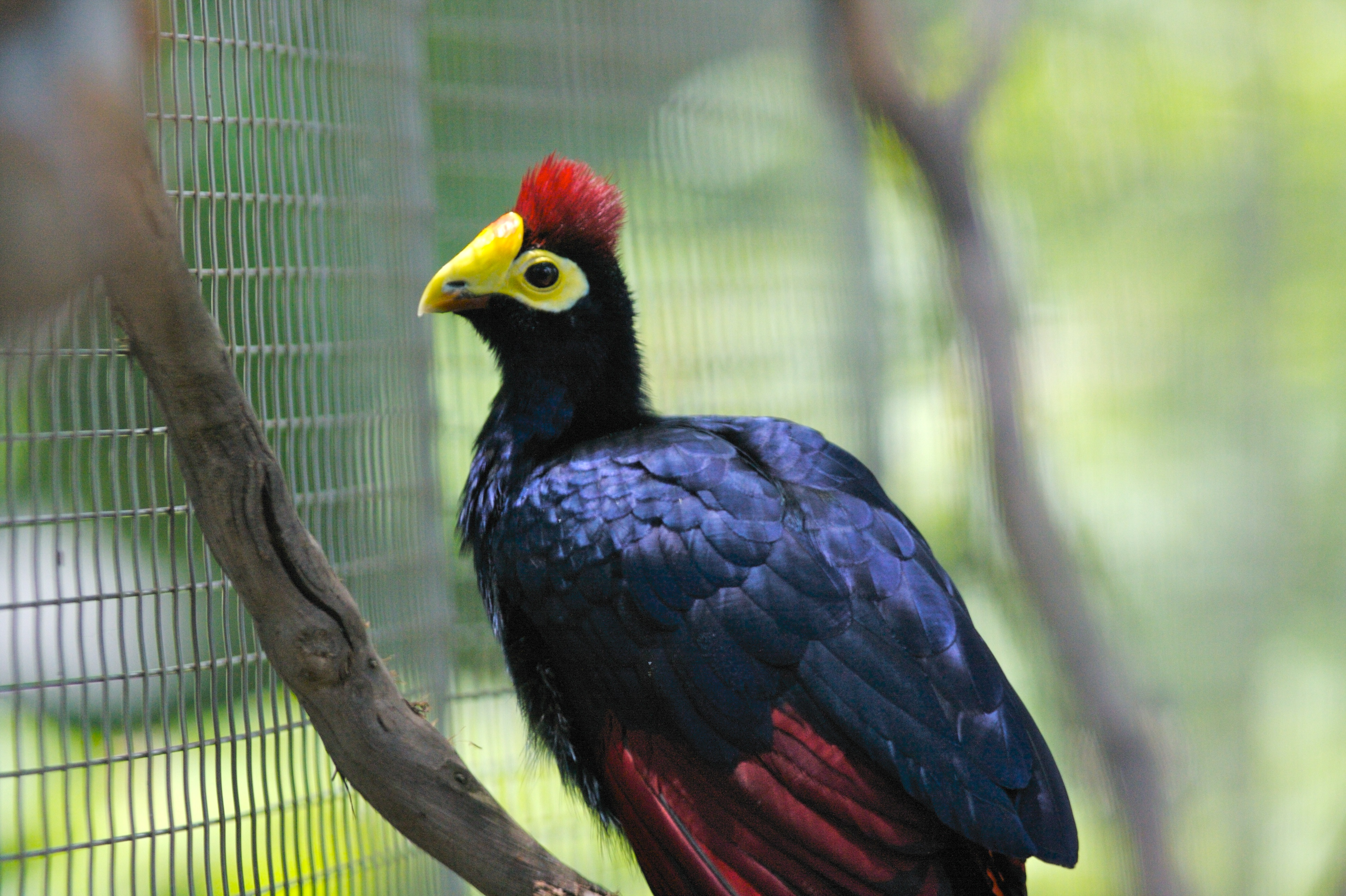
Un esemplare al Columbus Zoo

Questa specie presenta un dimorfismo sessuale molto leggero, i quanto sia i maschi che le femmine presentano la stessa tonalità di blu intenso con creste di piume e penne remiganti rosse nel loro piumaggio. Tuttavia, le femmine possono presentare una colorazione del becco tendente leggermente più sul giallo-verde, mentre i maschi presentano sempre un becco giallo brillante, ed entrambi i sessi esibiscono un corto "casco" che si dirama dal becco sulla fronte color arancio. Le ali sono rotonde e corte, ideali per brevi voli battuti. I turachi di Ross presentano zampe nere robuste dotate di tre dita che puntano in avanti, ed un quarto dito semi-zigodattilo; questa conformazione del piede li rende ottimi scalatori sulle chiome degli alberi. Sono uccelli di taglia media, le cui dimensioni possono variare dai 38,1 ai 45,7 centimetri (15-18 pollici), per un peso di poco meno di un chilo. Sono considerati uccelli molto robusti che possono sopravvivere dagli 8 ai 20 anni, sia allo stato selvatico sia in cattività, sebbene le fonti sulla durata della vita tendano a variare.

## Distribuzione e habitat
Questo uccello si trova principalmente nei boschi, foreste aperte e habitat ripariali dell'Angola, Botswana, Burundi, Camerun, Repubblica Centrafricana, Repubblica Democratica del Congo, Gabon, Kenya, Ruanda, Sud Sudan, Tanzania, Uganda e Zambia, evitando generalmente le aree densamente boscose. Nonostante la loro dipendenza dalle zone di foresta e la minaccia presentata dalla distruzione del suo habitat a causa dell'espansione dell'agricoltura, il loro numero sembrerebbe comunque stabile. Questi uccelli non migrano e si spostano raramente lontano dal luogo di nascita, sebbene compiano piccoli spostamenti per ricercare il cibo quando questi è poco abbondante.

## Biologia

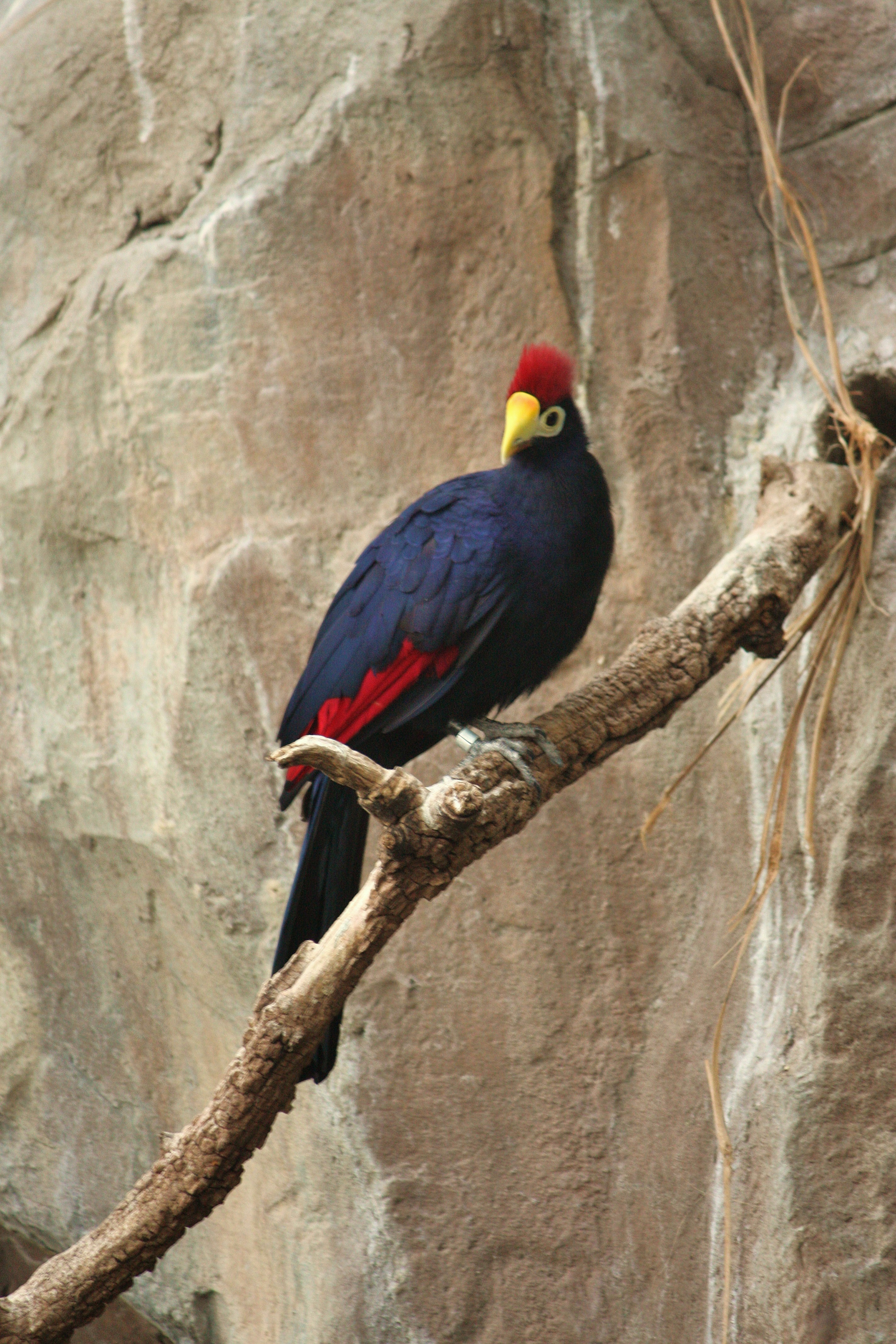
Un esemplare al Denver Zoo, Denver, Colorado

### Dieta
Questi uccelli sono in gran parte frugivori, nutrendosi principalmente di frutti, fiori e semi di piante sia selvatiche che agricole. Difatti la loro dieta a base di frutta e semi li rende uno dei più grandi spargitori di semi delle regioni in cui abita. Spesso integrano nella loro dieta anche piccoli insetti, come termiti e lumache; soprattutto durante la stagione della cova. Il nome del genere Musophaga significa "che si nutre di plátani", il che è un termine improprio, poiché raramente questi uccelli si nutrono dei frutti dei banani o altri plátani, preferendo frutti come i fichi. Per via delle loro predilezione per la frutta e la loro alimentazione opportunistica, sono considerati parassiti dagli agricoltori locali.

### Riproduzione
I turachi di Ross formano coppie monogame, in cui entrambi i genitori condividono i compiti dell'incubazione e della ricerca del cibo. Possono deporre dalle 2 alle 3 uova per covata, che si schiuderanno dopo circa 25 giorni di cova. Una volta schiusi, i pulcini rimarranno nel nido per altre 4-7 settimane. Curiosamente, i giovani turachi abbandonano il nido ancor prima di aver imparato a volare, essendo già indipendenti ed abili nell'arrampicarsi nella volta della foresta. I turachi di Ross raggiungono la maturità sessuale dopo un anno di vita e rimangono vicino ai genitori in stormi familiari allargati che possono contare fino a trenta individui. I membri dello stormo spesso si aiutano a vicenda nell'allevamento dei pulcini, specialmente quando si tratta della prima covata di una femmina. Durante la stagione della cova, questi uccelli diventano molto più territoriali, specialmente nei confronti di uccelli predatori o di individui che non fanno parte del proprio stormo familiare.

## Sistematica
Musophaga rossae non ha sottospecie, è monotipica.

## In cattività
Si tratta di un uccello abbastanza comune in cattività, sebbene non così comune come il suo parente più prossimo, il turaco violetto. La loro dieta negli zoo spesso consiste in arance, mele, manghi, pere, papaie, banane e pellet dietetici. Questi uccelli si accomodano bene in cattività poiché preferiscono muoversi sugli alberi anziché volare trovandosi a loro agio nelle serre e nelle voliere. Si riproducono anche più facilmente che in natura, vivendo anche più a lungo delle loro controparti selvatiche. Sono tenuti anche come animali domestici, ma la maggior parte degli esemplari in cattività si trovano in gran parte negli zoo e nei giardini zoologi per via del loro piumaggio colorato e della loro cura relativamente facile.